# Frontón de Périgueux

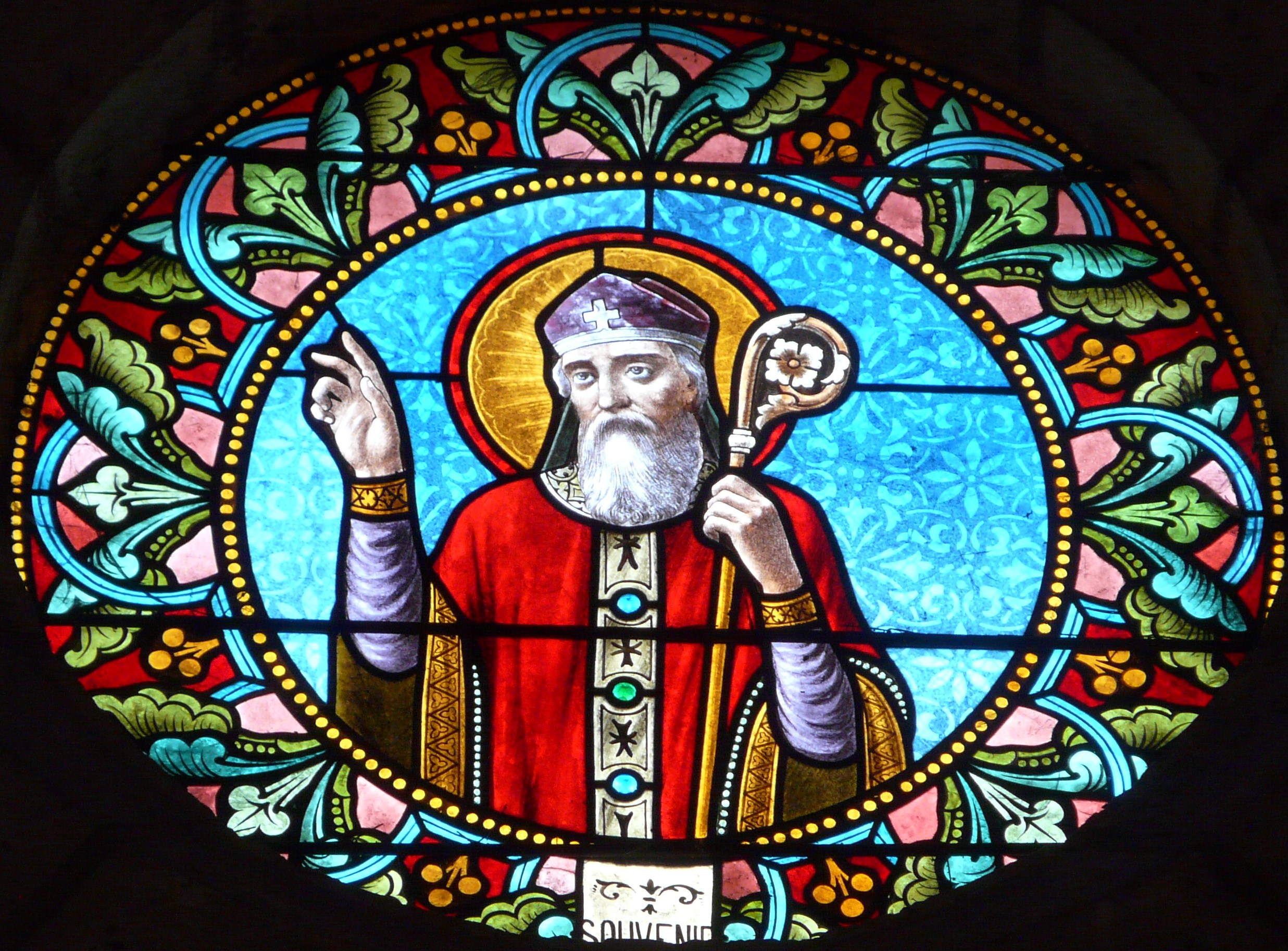
Vidriera con San Frontis de Périgord en la iglesia de Saint-Pierre-ès-Liens, Lalinde (Francia).

Frontis de Périgord o Frontis de Périgueux (en francés, Front de Périgueux, siendo Frontis una españolización de Front) es el legendario evangelizador francés del Périgord en el siglo III, primer obispo de Périgueux y santo patrón de la región. 
Otra leyenda, que no coincide en el tiempo, dice que llegó a asistir a las exequias de Santa Marta, donde perdió un guante, motivo por el que, a veces, se le representa con él y como discípulo de San Pedro, le llevó a extender sus enseñanzas.

## Hagiografía
Sus reliquias descansaron hasta 1575 en la Catedral de Saint-Front en Périgueux. En ese año, los hugonotes se apoderaron de ellas y las transportaron al castillo de Tiregand en Creysse (Dordoña), para luego tirarlas al río Dordoña.

## Culto en España

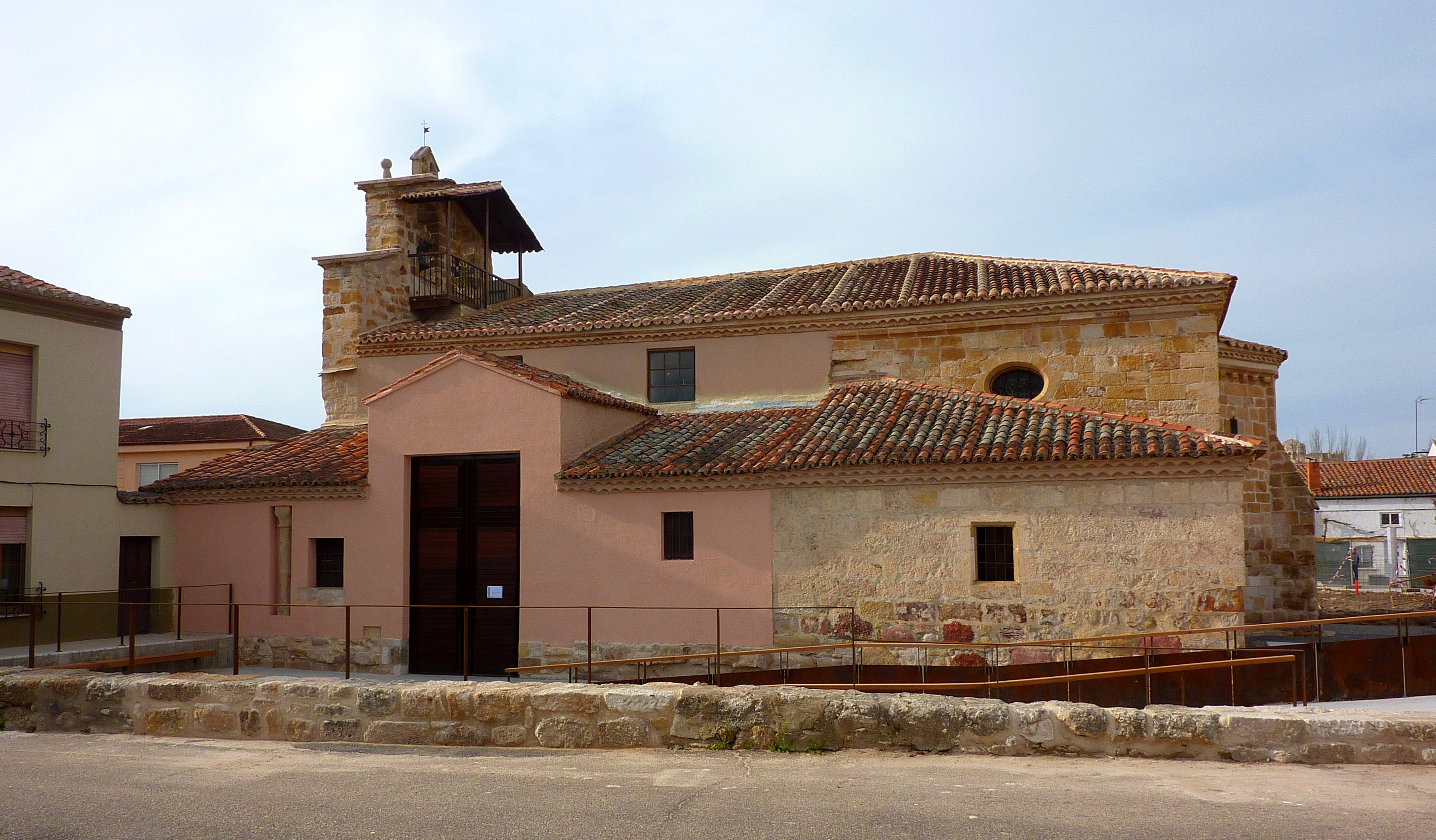
Iglesia de San Frontis en Zamora, España.

En Zamora se erigió, a comienzos del siglo XIII, una iglesia románica de hospital o albergue de peregrinos que fundó Aldovino, un monje natural del Périgord, perteneciente al grupo de francos que ayudó a repoblar la ciudad, con la advocación de San Frontis. Es la única del país que tiene tal advocación.